# Sangaste
Sangaste är en ort i Estland. Den är belägen i Sangaste kommun och landskapet Valgamaa, i den södra delen av landet, 190 km sydost om huvudstaden Tallinn. Sangaste ligger 66 meter över havet och antalet invånare är 243.
Terrängen runt Sangaste är platt. Runt Sangaste är det glesbefolkat, med 9 invånare per kvadratkilometer. Närmaste större samhälle är Vana-Antsla, 14,4 km sydost om Sangaste. Omgivningarna runt Sangaste är en mosaik av jordbruksmark och naturlig växtlighet.